# Sindaci di Magonza
Di seguito l'elenco cronologico dei sindaci di Magonza e delle altre figure apicali equivalenti che si sono succedute nel corso della storia.

## Repubblica di Weimar (1918-1933)
| Sindaci (Oberbürgermeister) (1918-1933) | Sindaci (Oberbürgermeister) (1918-1933) | Sindaci (Oberbürgermeister) (1918-1933) | Sindaci (Oberbürgermeister) (1918-1933) | Sindaci (Oberbürgermeister) (1918-1933) |
| Nominativo                              | Partito                                 | Partito                                 | Mandato                                 | Mandato                                 |
| Nominativo                              | Partito                                 | Partito                                 | Inizio                                  | Fine                                    |
| --------------------------------------- | --------------------------------------- | --------------------------------------- | --------------------------------------- | --------------------------------------- |
| Karl Külb                               |                                         | Partito Popolare Tedesco                | 1919                                    | 1931                                    |
| Wilhelm Ehrhard                         |                                         | Partito Popolare Tedesco                | 1931                                    | 1933                                    |

## Germania nazista (1933-1945)
| Sindaci (Oberbürgermeister) nominati dal governo (1933-1945) | Sindaci (Oberbürgermeister) nominati dal governo (1933-1945) | Sindaci (Oberbürgermeister) nominati dal governo (1933-1945) | Sindaci (Oberbürgermeister) nominati dal governo (1933-1945) | Sindaci (Oberbürgermeister) nominati dal governo (1933-1945) |
| Nominativo                                                   | Partito                                                      | Partito                                                      | Mandato                                                      | Mandato                                                      |
| Nominativo                                                   | Partito                                                      | Partito                                                      | Inizio                                                       | Fine                                                         |
| ------------------------------------------------------------ | ------------------------------------------------------------ | ------------------------------------------------------------ | ------------------------------------------------------------ | ------------------------------------------------------------ |
| Philipp Wilhelm Jung (Commissario)                           |                                                              | Partito Nazionalsocialista Tedesco dei Lavoratori            | marzo 1933                                                   | maggio 1933                                                  |
| Robert Barth                                                 |                                                              | Partito Nazionalsocialista Tedesco dei Lavoratori            | 1933                                                         | 1942                                                         |
| Heinrich Ritter                                              |                                                              | Partito Nazionalsocialista Tedesco dei Lavoratori            | 1942                                                         | 18 marzo 1945                                                |
| Stadtamtmann Wolf                                            | ?                                                            | ?                                                            | 18 marzo 1945                                                | 22 marzo 1945                                                |

## Zona di occupazione francese (1945-1949)
| Sindaci (Oberbürgermeister) nominati dal comando militare statunitense (1945)  | Sindaci (Oberbürgermeister) nominati dal comando militare statunitense (1945) | Sindaci (Oberbürgermeister) nominati dal comando militare statunitense (1945) | Sindaci (Oberbürgermeister) nominati dal comando militare statunitense (1945) | Sindaci (Oberbürgermeister) nominati dal comando militare statunitense (1945) |
| Nominativo                                                                     | Partito                                                                       | Partito                                                                       | Mandato                                                                       | Mandato                                                                       |
| Nominativo                                                                     | Partito                                                                       | Partito                                                                       | Inizio                                                                        | Fine                                                                          |
| ------------------------------------------------------------------------------ | ----------------------------------------------------------------------------- | ----------------------------------------------------------------------------- | ----------------------------------------------------------------------------- | ----------------------------------------------------------------------------- |
| Hans-Georg Kuhn                                                                | ?                                                                             | ?                                                                             | 22 marzo 1945                                                                 | 25 marzo 1945                                                                 |
| Heinrich Schunk                                                                | ?                                                                             | ?                                                                             | 23 marzo 1945                                                                 | 25 marzo 1945                                                                 |
| Sindaci (Oberbürgermeister) nominati dal comando militare francese (1945-1949) |                                                                               |                                                                               |                                                                               |                                                                               |
| Nominativo                                                                     | Partito                                                                       | Partito                                                                       | Mandato                                                                       | Mandato                                                                       |
| Nominativo                                                                     | Partito                                                                       | Partito                                                                       | Inizio                                                                        | Fine                                                                          |
| Rudolph Walther                                                                |                                                                               | Indipendente                                                                  | 25 marzo 1945                                                                 | 16 agosto 1945                                                                |
| Emil Kraus                                                                     |                                                                               | Indipendente                                                                  | 17 agosto 1945                                                                | 21 febbraio 1949                                                              |

## Repubblica Federale di Germania (dal 1949)
| Sindaci (Oberbürgermeister) eletti dal Consiglio cittadino (1949-1997) | Sindaci (Oberbürgermeister) eletti dal Consiglio cittadino (1949-1997) | Sindaci (Oberbürgermeister) eletti dal Consiglio cittadino (1949-1997) | Sindaci (Oberbürgermeister) eletti dal Consiglio cittadino (1949-1997) | Sindaci (Oberbürgermeister) eletti dal Consiglio cittadino (1949-1997) | Sindaci (Oberbürgermeister) eletti dal Consiglio cittadino (1949-1997) | Sindaci (Oberbürgermeister) eletti dal Consiglio cittadino (1949-1997) |
| Nominativo | Partito | Partito                                                                | Mandato                                                                | Mandato                                                                | Elezione                                                               |                                                                        |
| Nominativo | Partito | Partito                                                                | Inizio                                                                 | Fine                                                                   | Elezione                                                               |                                                                        |
| --- | --- | ---------------------------------------------------------------------- | ---------------------------------------------------------------------- | ---------------------------------------------------------------------- | ---------------------------------------------------------------------- | ---------------------------------------------------------------------- |
| Franz Stein | | Partito Socialdemocratico di Germania                                  | 11 marzo 1949                                                          | 21 gennaio 1965                                                        | –                                                                      |                                                                        |
| Jockel Fuchs | | Partito Socialdemocratico di Germania                                  | maggio 1965                                                            | 4 maggio 1987                                                          | –                                                                      |                                                                        |
| Herman-Hartmut Weyel | | Partito Socialdemocratico di Germania                                  | 4 maggio 1987                                                          | 3 maggio 1997                                                          | –                                                                      |                                                                        |
| Sindaci (Oberbürgermeister) eletti direttamente dai cittadini (dal 1997) | |                                                                        |                                                                        |                                                                        |                                                                        |                                                                        |
| Nominativo | Partito | Partito                                                                | Mandato                                                                | Mandato                                                                | Elezione                                                               |                                                                        |
| Nominativo | Partito | Partito                                                                | Inizio                                                                 | Fine                                                                   | Elezione                                                               |                                                                        |
| Jens Beutel | | Partito Socialdemocratico di Germania                                  | 1997                                                                   | 2005                                                                   | Elezione 1996                                                          |                                                                        |
| Jens Beutel | 2005 | Partito Socialdemocratico di Germania                                  | 31 dicembre 2011                                                       | Elezione 2004                                                          |                                                                        |                                                                        |
| Günter Beck (Facente funzioni) | | Alleanza 90/I Verdi                                                    | 31 dicembre 2011                                                       | Elezione 2004                                                          | 18 aprile 2012                                                         |                                                                        |
| Michael Ebling | | Partito Socialdemocratico di Germania                                  | 18 aprile 2012                                                         | 12 ottobre 2022                                                        | Elezione 2012                                                          |                                                                        |
| Michael Ebling | Elezione 2019 | Partito Socialdemocratico di Germania                                  | 18 aprile 2012                                                         | 12 ottobre 2022                                                        |                                                                        |                                                                        |
| Nino Haase | | Senza Partito                                                          | 22 marzo 2023                                                          | in carica                                                              | Elezione 2022                                                          |                                                                        |
| Nino Haase | Elezione 2019 | Senza Partito                                                          | 22 marzo 2023                                                          | in carica                                                              | }                                                                      |                                                                        |
| Germania · Sindaci di città extracircondariali, città-Stato e capoluoghi di regioni tedesche | |                                                                        |                                                                        |                                                                        |                                                                        |                                                                        |
| Assia | Darmstadt · Francoforte sul Meno · Kassel · Offenbach am Main · Wiesbaden |                                                                        |                                                                        |                                                                        |                                                                        |                                                                        |
| Baden-Württemberg | Baden-Baden · Friburgo in Brisgovia · Heidelberg · Heilbronn · Karlsruhe · Mannheim · Pforzheim · Stoccarda · Ulma |                                                                        |                                                                        |                                                                        |                                                                        |                                                                        |
| Bassa Sassonia | Braunschweig · Delmenhorst · Emden · Hannover1 · Oldenburg · Osnabrück · Salzgitter · Wilhelmshaven · Wolfsburg |                                                                        |                                                                        |                                                                        |                                                                        |                                                                        |
| Baviera | Amberg · Ansbach · Aschaffenburg · Augusta · Bamberga · Bayreuth · Coburgo · Erlangen · Fürth · Hof · Ingolstadt · Kaufbeuren · Kempten · Landshut · Memmingen · Monaco di Baviera · Norimberga · Passavia · Ratisbona · Rosenheim · Schwabach · Schweinfurt · Straubing · Weiden in der Oberpfalz · Würzburg |                                                                        |                                                                        |                                                                        |                                                                        |                                                                        |
| Brandeburgo | Brandeburgo sulla Havel · Cottbus · Francoforte sull'Oder · Potsdam |                                                                        |                                                                        |                                                                        |                                                                        |                                                                        |
| Meclemburgo-Pomerania Anteriore | Rostock · Schwerin |                                                                        |                                                                        |                                                                        |                                                                        |                                                                        |
| Renania-Palatinato | Coblenza · Frankenthal · Kaiserslautern · Landau in der Pfalz · Ludwigshafen am Rhein · Magonza · Neustadt an der Weinstraße · Pirmasens · Spira · Treviri · Worms · Zweibrücken |                                                                        |                                                                        |                                                                        |                                                                        |                                                                        |
| Renania Settentrionale-Vestfalia | Aquisgrana · Bielefeld · Bochum · Bonn · Bottrop · Colonia · Dortmund · Duisburg · Düsseldorf · Essen · Gelsenkirchen · Hagen · Hamm · Herne · Krefeld · Leverkusen · Mönchengladbach · Mülheim an der Ruhr · Münster · Oberhausen · Remscheid · Solingen · Wuppertal                                         |                                                                        |                                                                        |                                                                        |                                                                        |                                                                        |
| Saarland | Saarbrücken2 |                                                                        |                                                                        |                                                                        |                                                                        |                                                                        |
| Sassonia | Chemnitz · Dresda · Lipsia |                                                                        |                                                                        |                                                                        |                                                                        |                                                                        |
| Sassonia-Anhalt | Dessau-Roßlau · Halle (Saale) · Magdeburgo |                                                                        |                                                                        |                                                                        |                                                                        |                                                                        |
| Schleswig-Holstein | Flensburgo · Kiel · Lubecca · Neumünster |                                                                        |                                                                        |                                                                        |                                                                        |                                                                        |
| Turingia | Eisenach · Erfurt · Gera · Jena · Suhl · Weimar |                                                                        |                                                                        |                                                                        |                                                                        |                                                                        |
| Città-Stato | Amburgo · Berlino · Brema |                                                                        |                                                                        |                                                                        |                                                                        |                                                                        |
| (1): Hannover dal 2001 non è più città extracircondariale, ma capoluogo della regione di Hannover. (2): Saarbrücken dal 1974 non è più città extracircondariale, ma capoluogo della confederazione regionale di Saarbrücken. | |                                                                        |                                                                        |                                                                        |                                                                        |                                                                        |